# Cerkiew Kazańskiej Ikony Matki Bożej w Moskwie (Jakimanka)
Cerkiew Kazańskiej Ikony Matki Bożej – prawosławna cerkiew w Moskwie, w historycznej dzielnicy Jakimanka, wzniesiona w 1886 r. i zburzona w 1972 r.

## Historia

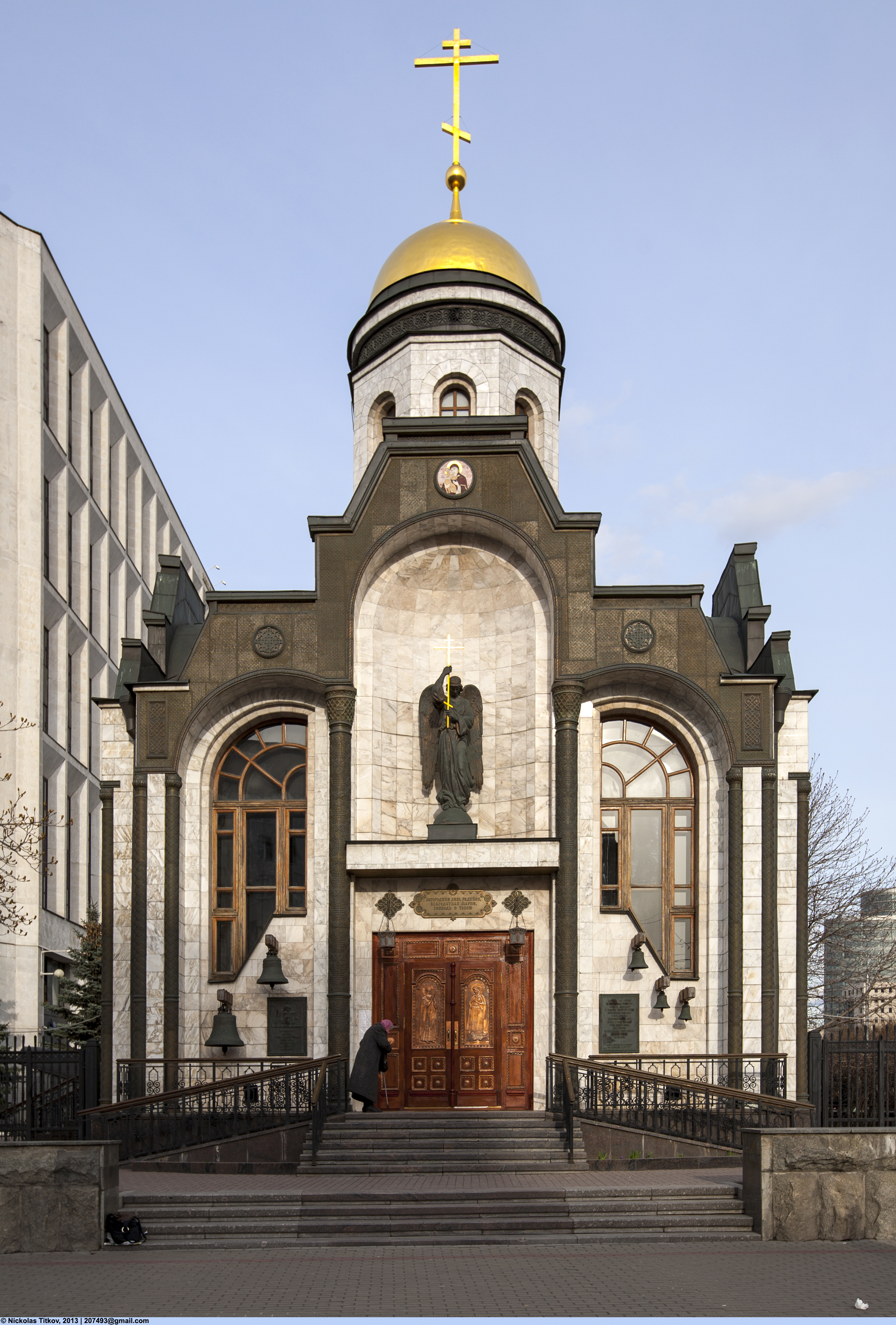
Kaplica upamiętniająca zburzoną cerkiew

Pierwsza prawosławna świątynia na Jakimance, w rejonie Placu Kałuskiego, została wzniesiona z drewna w 1660 r. Nosiła wezwanie św. Mikołaja, jednak nieoficjalnie nazywano ją również cerkwią Kazańskiej Ikony Matki Bożej, gdyż znajdowała się w niej kopia tego wizerunku uważana za cudotwórczą. W 1686 r. do świątyni dostawiono drugi ołtarz ku czci tejże ikony. Cztery lata później drewnianą cerkiew rozebrano, a na jej miejscu zbudowano świątynię murowaną, już pod wezwaniem Kazańskiej Ikony Matki Bożej, z ołtarzami św. Mikołaja i Wprowadzenia Matki Bożej do Świątyni. W 1778 r. powiększono ją o jeszcze jeden ołtarz boczny św. Jana Rycerza, w 1814 r. przemianowany na ołtarz Podwyższenia Krzyża Pańskiego. 
W 1853 r. rozpoczęto przebudowę świątyni według projektu P. Burienina. W jej ramach dostawiono do niej obszerny przedsionek, który połączył stojącą dotąd oddzielnie cerkiewną dzwonnicę z nawą przed ołtarzem Kazańskiej Ikony Matki Bożej. W 1876 r. władze cerkiewne zdecydowały się zburzyć dawną cerkiew i wznieść nową w stylu rosyjsko-bizantyjskim. Autorem projektu był N. Nikitin. Poświęcenie cerkwi miało miejsce 21 października 1886 r.
Cerkiew pozostawała czynna do 1927 r. Świątynię zamknięto, XVII-wieczna dzwonnica została zburzona, główną kopułę obniżono i zdjęto z niej krzyż. W latach 1929–1935 w budynku działało muzeum Akademii Górniczej, której siedziba znajdowała się kilkaset metrów dalej przy ówczesnej ulicy Bolszej Kałużskiej (ob. Leninskij Prospiekt). W 1935 r. dawną cerkiew zaadaptowano na kino „Awangard”. 
W 1972 r. cerkiew została wysadzona w powietrze. Na jej miejscu wzniesiono następnie sześciopiętrowy budynek. 
W 2000 r. po drugiej stronie placu, w pobliżu miejsca, gdzie znajdowała się świątynia, zbudowano kaplicę Kazańskiej Ikony Matki Bożej dla upamiętnienia zburzonej cerkwi.

## Architektura
Cerkiew reprezentowała styl rosyjsko-bizantyjski. Posiadała pięć kopuł – najwyższą centralną i cztery mniejsze, rozmieszczone w narożnikach budowli. Cerkiew zdobiona była m.in. kokosznikami, co miało czynić ją podobną do dawnych świątyń ruskich. We wnętrzu budynku znajdował się dwurzędowy marmurowy ikonostas.